# DNB ASA
DNB ASA (ранее DnB NOR ASA) — крупнейшая финансовая группа в Норвегии. Банковские и страховые услуги предоставляются под брендами DNB, Vital, Nordlandsbanken, Cresco, Postbanken, DnB NORD и Carlson. Головной офис DNB находится в Осло. Входит в сотню крупнейших банков мира.
Двумя крупнейшими владельцвми DNB являются Норвежское министерство торговли и промышленности (34,0 %) и Sparebankstiftelsen DnB NOR (8,39 %), фонд, созданный с единственной целью владения акциями компании.

## Операции
Основным регионом деятельности является Норвегия, где группа занимает более четверти рынка банковских услуг, обслуживая 2,1 млн розничных клиентов и 233 тысячи корпоративных. Около 12 % выручки дают зарубежные операции. Из выручки 56,4 млрд норвежских крон в 2020 году 38,6 млрд составил чистый процентный доход, 13,3 млрд — комиссионный доход, 5,9 млрд — проценты и дивиденды по ценным бумагам. Из 2,92 трлн крон активов 1,69 трлн составили выданные кредиты; из пассивов принятые депозиты составили 1,11 трлн крон, 786 млрд — выпущенные ценные бумаги.
Основные подразделения:
- частные клиенты — выручка 18 млрд крон, активы 869 млрд крон;
- корпоративные клиенты — выручка 32 млрд крон, активы 1,018 трлн крон;
- прочая деятельность — операции на финансовых рынках и пенсионное страхование, выручка 9 млрд крон, активы 1,948 трлн крон[1].

Деятельность группы в основном сосредоточена в Норвегии; тем не менее, она является одной из ведущих мировых банковских групп, финансирующих судоходные и энергетические компании. Она имеет международную сеть из 27 филиалов и представительств, в том числе в Хельсинки (Финляндия), Копенгаген (Дания), Гамбург (Германия), Люксембург, Лондон (Великобритания), Нью-Йорк (США), Хьюстон (Соединённые Штаты Америки), Рио-де-Жанейро (Бразилия), Сантьяго (Чили), Шанхай (Китай) и Сингапуре. Кроме того, компания имеет несколько офисов в Швеции, Дании, Финляндии, Польше, Эстонии, Латвии и Литве.

## История
Старейшей составляющей группы является банк Christiania Sparebank, основанный в 1822 году. Другими являются Gjensidige (основан в 1847 году), Bergens Privatbank (1855 год), Den norske CreditBank (1857 год), Fellesbanken (1920 год), Bergens Kreditbank (1928 год), Postbanken, Vital и Nordlandsbanken. Название DnB NOR было принято в 2003 году после слияния банков Den Norske Bank (DnB) и GJENSIDIGE NOR. Группа изменила своё юридическое название и бренд на DNB в ноябре 2011 года.